# Habitatge al carrer de la Misericòrdia, 3 (Canet de Mar)
L'Habitatge al carrer de la Misericòrdia, 3 és un edifici de Canet de Mar (Maresme) protegit com a Bé Cultural d'Interès Local.

## Descripció
El passeig de la Misericòrdia va ser obert per a facilitar l'accés al Santuari, que únicament es produïa a través de la Riera del Pinar o el Torrent dels Lledoners. El seu traçat es defineix al projecte de l'enginyer Jaume Andreu, signat al 1906 i fins al 1911, en que es van començar les obres, es van anar produint les expropiacions de sòl i béns afectats. Una de les conseqüències més importants de la construcció del passeig va ser l'aparició d'una tipologia que no existia a la població: la casa aïllada. Així, de forma similar al que es produeix a moltes poblacions catalanes, es crea una zona d'eixample residencial de nivell social elevat, en la que es construiran cases d'una certa voluntat d'ostentació. Aquesta finca va resultar de la divisió de la propietat de Josep Mora, per l'obertura del Passeig. L'edificació que s'hi va construir, de planta baixa, es caracteritza per una gran sobrietat i una composició clàssica a partir d'un eix central, que ordena inclús la porta d'accés al jardí i la disposició d'un porxo d'entrada. Pels seus valors i com a mostra de l'edificació que va acompanyar l'obertura del passeig, és interessant la seva conservació.